# Praca i Życie za Granicą
Praca i Życie za Granicą – ogólnopolski dwutygodnik skierowany do osób zainteresowanych pracą za granicą. Wydawany przez Andersen Press sp. z o.o. Ukazuje się od marca 2005. Dostępny w kioskach i punktach sprzedaży prasy. Pismo należy do Związku Kontroli Dystrybucji Prasy (ZKDP).
Zawartość pisma: artykuły, reportaże, lekcje językowe, porady dla osób zainteresowanych pracą za granicą, ogłoszenia rekrutacyjne (praca za granicą).
Pismo powstało na fali wyjazdów Polaków do pracy za granicę.